# Flores (quần đảo Açores)
Đảo Flores (phát âm tiếng Bồ Đào Nha: [ˈfloɾɨʃ]) là một hòn đảo trong nhóm tây (Grupo Ocidental) của quần đảo Açores. Đảo rộng 143 km², dân số trên đảo ước khoảng 3907 người và cùng với đảo Corvo của quần đảo tây, nằm trong Plate Bắc Mỹ. Nó được gọi là Ilha Amarelo Torrado (tiếng Việt: Đảo Vàng/Vàng nâu) đảo này có nhiều hoa, do đó tên tiếng Bồ Đào Nha là Flores.